# Henry Robert Plaw
Henry Robert Plaw (ur. 3 września 1786 w Londynie, zm. 1 listopada 1864 w Memelu) – brytyjski urzędnik konsularny.
Syn Hugo Williama Plaw i Marii Johanny Mason. Około 1804 był zatrudniony w charakterze nauczyciela jęz. angielskiego w Memelu, w ówczesnych Prusach Wschodnich. Wstąpił do brytyjskiej służby zagranicznej, m.in. pełniąc funkcję konsula/konsula generalnego w Gdańsku (1837-1864) oraz równocześnie konsula Królestwa Hanoweru w Gdańsku (1839-1844).